# Grande Prêmio de Frankfurt de 2022
A 60.ª edição da clássica ciclista Grande Prêmio de Frankfurt (nome oficial em alemão: Eschborn-Frankfurt der Radklassiker) foi uma corrida na Alemanha que se celebrou a 1 de maio de 2022 com início na cidade de Eschborn e final na cidade de Frankfurt am Main sobre um percurso de 185 quilómetros.
A corrida fez parte do UCI WorldTour de 2022, calendário ciclístico de máximo nível mundial, sendo a décima-novena competição do calendário de máxima categoria mundial e foi vencida pelo irlandês Sam Bennett do Bora-Hansgrohe. Completaram o pódio, como segundo e terceiro classificado respectivamente, o colombiano Fernando Gaviria do UAE Emirates e o noruego Alexander Kristoff do Intermarché-Wanty-Gobert Matériaux.

## Percurso
O percurso foi um pouco similar à edição anterior com saída na cidade de Eschborn e chegada na cidade de Frankfurt am Main sobre um percurso de 185 quilómetros, onde sei incluiu o passo por 10 cotas e mais de 3222 metros de desnivel acumulado.

## Equipas participantes
Tomaram parte na corrida 19 equipas: 11 de categoria UCI WorldTeam e 8 de categoria UCI ProTeam. Formaram assim um pelotão de 131 ciclistas dos que acabaram 115. As equipas participantes foram:
| Equipes WorldTeam (11)- AG2R Citroën Team - Bahrain Victorious - Bora-Hansgrohe - Cofidis - EF Education-EasyPost - Intermarché-Wanty-Gobert Matériaux - Israel-Premier Tech - Lotto-Soudal - Team DSM - Trek-Segafredo - UAE Team Emirates Equipes ProTeam (8)- Alpecin-Fenix - Arkéa-Samsic - B&B Hotels-KTM - Bingoal Pauwels Sauces WB - Burgos-BH - Sport Vlaanderen-Baloise - TotalEnergies - Uno-X Pro Cycling Team |
| |

## Classificação final
- A classificação finalizou da seguinte forma:[4]

### Classificação geral
| \| Classificação geral \| Classificação geral \| Classificação geral \| Classificação geral \| Classificação geral \| \| Ciclista \| Ciclista \| Equipe \| Tempo \| \| \| ------------------- \| ------------------- \| ---------------------------------- \| ------------------- \| ------------------- \| \| 1. \| Sam Bennett \| Bora-Hansgrohe \| 4h27m52s \| \| \| 2. \| Fernando Gaviria \| UAE Team Emirates \| + 0s \| \| \| 3. \| Alexander Kristoff \| Intermarché-Wanty-Gobert Matériaux \| + 0s \| \| \| 4. \| Phil Bauhaus \| Bahrain Victorious \| + 0s \| \| \| 5. \| Danny van Poppel \| Bora-Hansgrohe \| + 0s \| \| \| 6. \| Edward Theuns \| Trek-Segafredo \| + 0s \| \| \| 7. \| Arnaud De Lie \| Lotto-Soudal \| + 0s \| \| \| 8. \| Simone Consonni \| Cofidis \| + 0s \| \| \| 9. \| Piet Allegaert \| Cofidis \| + 0s \| \| \| 10. \| Lorrenzo Manzin \| TotalEnergies \| + 0s \| \| |                    |                                    |          |
| |                    |                                    |          |
| Fontes: ProCyclingStats Cycling Quotient Cycling Archives |                    |                                    |          |
| Classificação geral |                    |                                    |          |
| Ciclista | Ciclista           | Equipe                             | Tempo    |
| 1. | Sam Bennett        | Bora-Hansgrohe                     | 4h27m52s |
| 2. | Fernando Gaviria   | UAE Team Emirates                  | + 0s     |
| 3. | Alexander Kristoff | Intermarché-Wanty-Gobert Matériaux | + 0s     |
| 4. | Phil Bauhaus       | Bahrain Victorious                 | + 0s     |
| 5. | Danny van Poppel   | Bora-Hansgrohe                     | + 0s     |
| 6. | Edward Theuns      | Trek-Segafredo                     | + 0s     |
| 7. | Arnaud De Lie      | Lotto-Soudal                       | + 0s     |
| 8. | Simone Consonni    | Cofidis                            | + 0s     |
| 9. | Piet Allegaert     | Cofidis                            | + 0s     |
| 10. | Lorrenzo Manzin    | TotalEnergies                      | + 0s     |

## UCI World Ranking
O Grande Prêmio de Frankfurt outorgou pontos para o UCI World Ranking para corredores das equipas nas categorias UCI WorldTeam, UCI ProTeam e Continental. As seguintes tabelas são o barómetro de pontuação e os dez corredores que obtiveram mais pontos:
| Posição   | 1.º | 2.º | 3.º | 4.º | 5.º | 6.º | 7.º | 8.º | 9.º | 10.º | 11.º | 12.º | 13.º | 14.º | 15.º-20.º | 21.º-30.º | 31.º-50.º | 51.º-55.º | 56.º-60.º |
| Pontuação | 300 | 250 | 215 | 175 | 120 | 115 | 95  | 75  | 60  | 50   | 40   | 35   | 30   | 25   | 20        | 12        | 5         | 2         | 1         |

| Classificação |                    |                                    |        |
| Ciclista      | Ciclista           | Equipa                             | Pontos |
| ------------- | ------------------ | ---------------------------------- | ------ |
| 1.º           | Sam Bennett        | Bora-Hansgrohe                     | 300    |
| 2.º           | Fernando Gaviria   | UAE Emirates                       | 250    |
| 3.º           | Alexander Kristoff | Intermarché-Wanty-Gobert Matériaux | 215    |
| 4.º           | Phil Bauhaus       | Bahrain Victorious                 | 175    |
| 5.º           | Danny van Poppel   | Bora-Hansgrohe                     | 120    |
| 6.º           | Edward Theuns      | Trek-Segafredo                     | 115    |
| 7.º           | Arnaud De Lie      | Lotto Soudal                       | 95     |
| 8.º           | Simone Consonni    | Cofidis                            | 75     |
| 9.º           | Piet Allegaert     | Cofidis                            | 60     |
| 10.º          | Lorrenzo Manzin    | TotalEnergies                      | 50     |